# Bibala
Bibala – miasto w Angoli, w prowincji Namibe.